# Räsna
Räsna es una localidad situada en el municipio de Põltsamaa, en el condado de Jõgeva, Estonia. Tiene una población estimada, en 2021, de menos de 4 habitantes.
Está ubicada al oeste del condado, al norte del lago Võrtsjärv y de los condados de Viljandi y Tartu, al sur del condado de Järva y cerca de la carretera Tallin-Tartu (en estonio: Tallin-Tartu maantee).